# بنت دهن اللوز الدمشقية
بِنْت دِهْن اللوْز الدّمَشقيَّة هي طبيبةٌ وعالمةٌ بالطب من دمشق، ويصفها كتاب «أعلام النساء في عالمي العرب والإسلام» لعمر رضا كحالة بأنها «من شيخات وعالمات دمشق». يُشير كتاب «الطب عند العرب والمسلمين» أنَّ البعض يبدون تحفظًا في كونها مارست الطب. تُترجم المراجع لوالدتها بأنّها دهن اللوز بنت نورنجان وتُعرف باسم دهن اللوز، وهي من شيخات وعالمات دمشق، وكانت قد تُوفيت في ربيع الآخر 614 هجريًا في دمشق.
يذكرُ كتاب «الطب ورائداته المسلمات» بأنها كانت «من الطبيبات الماهرات عالمة بالطب ولا غلو في ذلك فقد كانت والدتها دهن اللوز من كبرى عالمات دمشق»، كما يرد في كتاب «الإسلام في حضارته ونظمه» «...فهناك كثير من النساء مارسن صناعة الطب في صدر الإسلام ومنهم .. أخت الحفيد بن زهر وابنتيها ... وزينب الشامية طبيبة نساء خلفاء بني أمية وبنت دهين اللوز الدمشقية.»